# Guia de Estudo das Escrituras
O Guia de Estudo das Escrituras (GEE) é um mini-dicionário utilizado por membros da Igreja de Jesus Cristo dos Santos dos Últimos Dias. No Brasil, este guia vem acompanhando os exemplares da Combinação Tríplice (o Livro de Mórmon, Doutrina e Convênios e a Pérola de Grande Valor)
O Guia de Estudo das Escrituras é uma lista de verbetes em ordem alfabética onde são definidos certos princípios, doutrinas, pessoas e lugares mencionados na Bíblia, no Livro de Mórmon, em Doutrina e Convênios e na Pérola de Grande Valor. Também são fornecidas referências importantes das escrituras para o estudo de cada verbete.

## Propósito
É uma fonte de consulta para o estudo individual e familiar das escrituras, assim como para responder a perguntas sobre o Evangelho, estudar determinados temas das escrituras, preparar discursos e lições e aumentar o conhecimento e testemunho do Evangelho.